# Јуре Мрдуљаш
Трогир
Јуре Мрдуљаш (Сплит 1907 — Трогир 1941) веслач ХВК Гусар, Сплит.
Као средњошколац, на различитим атлетским такмичењима истицао се добрим резултатима у бацању кугле, диска и копља.
Са Гусаревим четверцем, двојцем и осмерцем постигао је више значајних победа. На Европском првенству 1932. у Београду са својим братом Елком такмичио се у посади осмерца Гусара, који је осавојио прво место. Осмерац је веслао у сатаву:Бруно Марасовић, Лука Марасовић, Јаков Тирони, Петар Кукоч, Ј. Мрдуљаш, Елко Мрдуљаш, Иво Фабрис, Вјекослав Рафаели и кормилар Мирослав Краљевић.
Кад је априла 1941. после уласка италинанских фашиста у Сплит, расписана је уцена на Јурину, браћу Душана и Елка (репрезентативцима Југославије у веслању), Јуре је са најмлађим братом Јозом, такође активним чланом сплитског Гусара, ухапшен, мучен и стрељан у Трогиру.